# Francisco Dumont
Francisco Dumont är en kommun i Brasilien.   Den ligger i delstaten Minas Gerais, i den sydöstra delen av landet, 400 km öster om huvudstaden Brasília. Antalet invånare är 4 867.
I omgivningarna runt Francisco Dumont växer huvudsakligen savannskog. Runt Francisco Dumont är det mycket glesbefolkat, med 3 invånare per kvadratkilometer.